# فاطمة اليشرطية

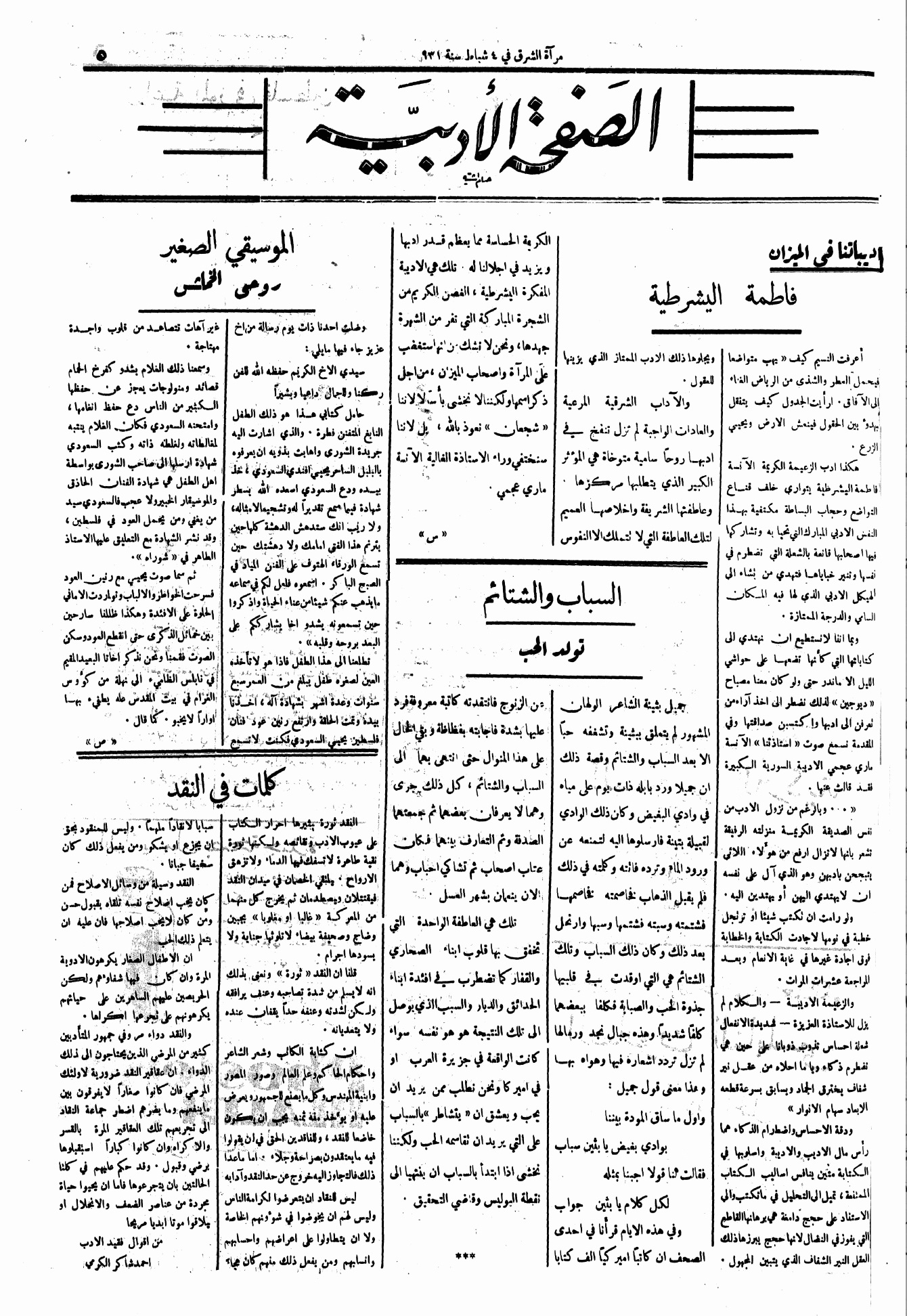
مقال عن فاطمة اليشرطية

فاطمة اليشرطية (1890م - 1979م) سيدة فلسطينية ولدت في عكا، تعتبر رائدة في علم التصوف والدين الإسلامي. والدها الشيخ علي نور الدين الشاذلي اليشرطي، شيخ الطريقة الشاذلية اليشرطية.
بيتها كان ملتقى أهل العلم والفكر والمعرفة والتصوف والأدب. كان والدها يقيم حلقات درس ومذاكرة في مجالس أهل العلم والفقه. ومنذ سن الرابعة وجهها والدها لمجالسة العلماء وحضور مجالس العلم والتصوف.

## نشأتها
توفى والدها وهي صغيرة فتلقت العلم واللغة على يد الشيخ عبد الله الجزار مفتي عكا. وأصبح اسمها معروف كونها صاحبة الإيمان والعلم والتصوف والرأي السديد.
واظبت فاطمة على إقامة مجالس العلم والتصوف والأدب الذي حضره الكثير من أدباء وعلماء ومتصوفي العالم العربي. سافرت إلى بيروت ودمشق والقاهرة للقاء أهل العلم والتصوف هناك. لفاطمة ثلاثة مؤلفات مهمة في العلوم الدينية والتصوف وسيرة ذاتية ذكرت فيها أنها كانت معجبة بصوت أم كلثوم ومحمد عبد الوهاب ومسرحيات نجيب الريحاني وتحرص على مشاهدة حفلاتهم خلال زيارتها للقاهرة. ولم ترى بذلك تناقضاً لتدينها فقد كانت تؤمن أن الإنسان إذا قام بما عليه نحو ربه لا بأس بمراعاة نفسه وترفيهها فالدين يُسر وليس عُسر.

## مسيرتها التعليمية
لم تلتحق فاطمة بالمدرسة، بل كانت منذ أن بلغت الرابعة، تحلم بدخول «الزاوية»، التي كانت ملتقى لكبار أهل العلم، الفقه والتصوف، فكانوا يتبادلون فيها الآراء الدينية، ويبحثون الروحانيات.

## علاقاتها مع المجتمع
بلغت فاطمة الثامنة لكنها لم تختلط بالأطفال بل إختلطت بالعلماء الذين برعوا في الفقه، وعرفوا التصوف، وظلت تقدر الادب والادباء وتنشئ علاقات قوية مع الأديبات، فقد كانت مي زيادة من أعز صديقاتها.

## أقوال الأدباء عنها
تقول الأدبية أسمى طوبي: «في عصر التحجب لم تتحجب إلا خارج المنزل، أما في داخله فقد كان مجلسها يكتظ دائما بكبار العلماء والأدباء، أمثال: عباس أفندي البهائي، الشيخ أسعد الشقيري، الدكتور عبد الرحمن الشهبندر، الشيخ التفتزاني الغنيمي شيخ الطريقة الغنيمية في مصر الفقيه الصوفي المجدد والأديب الشاعر المفكر، وكذلك الأستاذ نصوحي الجبابري من أعيان علماء اشرع في حلب، والشاعر حسن الحكيم وغيرهم».
تقول الاديبة ماري عجمي: «وبالرغم من نزول الأدب من نفس الصديقة الكريمة، منزلته الرفيعة تشعر بأنها لا تزال ارفع من هؤلاء اللاتي يتبجحن بأدبهن وهو الذي آل على نفسه أن لا يهتدي إليهن أو يهتدين إليه، ولو أرادت أن تكتب شيئا أو ترتجل خطبة في نومها لأجادت الكتابة والخطابة فوق اجادة غيرها في غاية الانعام وبعد المراجعة عشرات المرات».

## أعمالها الخيرية
شملت أعمال فاطمة الجيدة العديد من الأشياء بمجالات مختلفة، مثل: التعليم في مراحله المتعددة، مساعدة الفقراء والإنفاق على العائلات المحتاجة، ومداوية المرضى.

## مؤلفاتها
لها عدة مؤلفات منها:
- رحلة إلى الحق، طبع عام 1954 في بيروت.
- نفحات الحق. بيروت 1962.
- مواهب الحق. بيروت 1965